# Grønkorn
Grønkorn eller kloroplaster (en af flere slags plastider) er de organeller, hvori planters fotosyntese foregår.
Kloroplasterne har deres eget DNA: cpDNA og meget tyder på, at de har været selvstændige organismer, meget lig cyanobakterierne, om end for meget længe siden.

Disse fotosyntetiserende bakterier er blevet overtaget af en eukaryot celle, uden dog at blive fordøjet. I stedet har bakterien indgået en symbiose med cellen. Med tiden er bakterien blevet afhængig af værtscellen, ligesom værtscellen er blevet afhængig af bakterien. Denne teori kaldes endosymbiont teorien.
Pigmenterne klorofyl a og b anvendes til at fixere sollyset. Bruges af Chlorophyta (grønalger) samt alle flercellede planter.
Solens ultraviolette stråling er restriktiv for udbredelsen af planter, og grønkorn dominerer den tørre landjord. Selv blodbøg bruger grønkorn.

## Struktur
Kloroplastrene har et dobbelt membransystem omkring et væskefylt rum, stroma. I stroma ligger der stabler af blæreformede sække, som kaldes granum (fl. grana). En sæk (thylakoid) består af væske som er pakket ind i en membran. Denne membran kaldes thylakoidemembranen eller fotosyntesemembranen. Pigmenterne i thylakoidemembranen absorberer lys og omdanner det til kemisk bundet energi i molekylerne ATP og NADPH. Det vigtigste pigment er klorofyl. Det findes flere forskellige klorofyllmolekyler, og hvilken type, som findes i thylakoidemembranen, er afhængig af organismegruppe. Grønne planter har karotenoider foruden klorofyl i thylakoidemembranen, hvilket gør, at planterne kan absorbere flere af bølgelængderne (farverne) i lysspekteret.

## Biokemi
Kloroplasten bruger energien i ATP og NADPH til at fremstille glukose.
 Fotosyntesen er den biokemiske proces, hvorved lysenergi bliver omdannet til kemisk bundet energi.

Kultveilte og vand bliver ved hjælp af lysenergi omdannet til glukose og ilt:
vand + kultveilte + lysenergi → glukose + ilt
6H2O + 6CO2 + lysenergi → C6H12O6 + 6O2

## Ekstern link
- Kidnapning af bakterie blev starten på alle planter. Videnskab.dk